# エリザベス・ウィルソン
エリザベス・ウィルソン（Elizabeth Wilson, 1921年4月4日 - 2015年5月9日）は、アメリカ合衆国の女優である。

## 来歴
1921年にミシガン州のグランドラピッズ生まれ。父親は保険の外交員だった。女優を目指し、ニューヨークにあるアメリカン・アカデミー・オブ・ドラマティック・アーツで演劇を学び、後に俳優として活躍したスタンフォード・マイズナーと共にネイバーフッド・プレイハウスでも学ぶ。1953年にウィリアム・インジ原作の舞台『Picnic』でブロードウェイデビューを果たした。同作品は、ジョシュア・ローガンにより1955年に映画化され、ウィリアム・ホールデン、キム・ノヴァクらが主役として出演している。ウィルソン自身も映画版へも出演し、それが映画デビューともなった。徐々に女優としてのキャリアを積み重ねていき、テレビ・映画・舞台それぞれのフィールドで実力を発揮。1972年に出演した舞台『Sticks and Bones』ではトニー賞を受賞しており、1980年には同じく舞台の『Morning's at Seven』にてドラマ・デスク・アワードの最優秀アンサンブルパフォーマンス賞を授与された。それ以外でも数々の賞にノミネートされており、確固たる女優としての地位を確立した。
様々な映画への出演でも知られており、アルフレッド・ヒッチコック監督のパニック映画『鳥』のヘレン・カーター役やダスティン・ホフマンの出世作『卒業』におけるミセス・ブラドック役や、大ヒット映画『アダムス・ファミリー』でアダムス一家の財産を狙うDr.ピンラーシュロス役などがある。その他、数々のテレビドラマやオフ・ブロードウェイなどにも出演している。
2015年5月9日死去。94歳没。

## 出演作品

### 映画
- ピクニック Picnic (1955)
- 大会社の椅子 Patterns (1956)
- The Goddess (1958)
- 愛のトンネル The Tunnel of Love (1958)
- 地獄の罠 Too Hot to Handle  (1960)
- 愛の奇跡 A Child Is Waiting (1963)
- 鳥 The Bird (1963)
- The Tiger Makes Out (1967)
- 卒業 The Graduate (1967)
- Let Me Hear You Whisper (1969) ※テレビ映画
- 愛の贈りもの Jenny (1970)
- キャッチ=22 Catch-22 (1970)
- 殺人狂想曲 Little Murders (1971)
- The Lie (1973) ※テレビ映画
- イルカの日 The Day of the Dolphin (1973)
- Man on a Swing (1974)
- Another April (1974) ※テレビ映画
- Miles to Go Before I Sleep (1974) ※テレビ映画
- 二番街の囚人 The Prisoner of Second Avenue (1975)
- ハッピーフッカー/陽気な娼婦 The Happy Hooker (1975)
- All's Well That Ends Well (1978) ※テレビ映画
- ブラウン神父/ 恐怖のステージ Sanctuary of Fear (1979) ※テレビ映画
- 9時から5時まで Nine to Five (1980)
- 縮みゆく女 The Incredible Shrinking Woman (1981)
- Morning's at Seven (1982) ※テレビ映画
- Million Dollar Infield (1982) ※テレビ映画
- ニック・ノルティ／キャサリン・ヘップバーンの愉快なゆかいな殺し屋稼業 Grace Quigley (1984)
- Where Are the Children? (1986)
- サンタリア 魔界怨霊 The Believers (1987)
- A Conspiracy of Love (1987) ※テレビ映画
- Burning Bridges (1990) ※テレビ映画
- 心の旅 Regarding Henry (1990)
- アダムス・ファミリー The Addams Family (1990)
- 続・潮風のサラ Skylark (1993)
- クイズ・ショウ Quiz Show (1994)
- ノーバディーズ・フール Nobody's Fool (1994) ※ノークレジット
- The Boys Next Door (1996) ※テレビ映画
- Special Report: Journey to Mars (1996) ※テレビ映画
- Rocky Road (2001)
- 私が愛した大統領 Hyde Park on Hudson (2012)

### テレビドラマ
- Kraft Television Theatre (1955)
- Star Tonight (1956)
- The United States Steel Hour (1954 - 1960)
- Interpol Calling (1960)
- The Detectives (1960)
- Armstrong Circle Theatre (1961)
- East Side/West Side (1963 - 1964)
- ダーク・シャドウ Dark Shadows (1964)
- New York Television Theatre (1967)
- Doc (1975 - 1976)
- Visions (1979)
- Morningstar/Eveningstar (1986)
- デルタ Delta (1993)
- クイーン Queen (1993)
- スカーレット/ 続・風と共に去りぬ Scarlett (1994)
- ジェシカおばさんの事件簿 Murder, She Wrote (1995)
- LAW & ORDER:犯罪心理捜査班 Law & Order: Criminal Intent (2002)